# 선양 둥진
선양 둥진(중국어: 沈阳东进足球俱乐部)은 중국 랴오닝성 선양시를 연고로 하던 과거 축구 클럽으로 2018 시즌까지 중국 을급리그에서 활동하다가 2018년 7월 11일 해체되었다.

## 역사
- 1999년: 산둥성 지닝 시를 연고로 하는 축구 클럽인 지닝 주쥐룽(济宁九巨龙足球俱乐部)이 창단됨.
- 2005년: 저장성 츠시 시를 거점으로 하는 전자 제품 회사인 신지(鑫吉)전기유한공사가 지닝 주쥐룽을 인수함. 클럽 명칭 또한 닝보 중바오(宁波中豹足球俱乐部)로 변경됨.
- 2008년: 선양 진더(현재의 광저우 푸리)의 연고 이전에 따라 선양 시는 새로운 축구 클럽을 창단하기로 결정함. 선양 둥진 그룹 사장 왕진지(王進基)와 선양 시 체육국이 공동으로 선양 둥진 축구 클럽을 설립함. 을급리그 소속 축구 클럽인 닝보 중바오를 합병하면서 중국 갑급리그에 참가하게 됨. 을급리그에서 북구 리그 우승을 차지했으며 승격 플레이오프에서 광둥 르지취안을 누르고 우승을 차지하면서 갑급리그로 승격됨.
- 2009년: 홈 구장을 선양 올림픽 스포츠 센터 스타디움으로 이전함.
- 2012년 2월: 내몽골 자치구 후허하오터 시 체육국과 2년 계약을 체결하면서 연고지를 후허하오터 시로 일시 이전함. 클럽 명칭 또한 선양 둥진 축구 클럽 후허하오터 둥진 팀(沈阳东进足球俱乐部呼和浩特东进队), 약칭 후허하오터 둥진(呼和浩特东进)으로 변경됨.

## 성적
- 중국 을급리그 1회 우승 (2008)

## 역대 감독
| 감독   | 임기 |
| ------ | ---- |
| 이우형 | 2016 |